# Koppa (literă)

3 forme ale qoppa-ului. Cea din dreapta este forma modificată ce era folosită în numerația greacă.

Koppa sau qoppa (Ϙ, ϙ sau forma utilizată în numerația greacă: ϟ) este o literă ce a fost folosită în alfabetul grec și care derivă de la qoph-ul fenician (𐤒). Inițial koppa reprezenta consoana oclusivă velară surdă /k/, dar a ieșit din uzul de literă în favoarea lui Kappa (Κκ). Totuși, koppa a rămas în uz în numerația greacă, unde avea valorea de 90, deși avea o formă modificată acolo. De asemnea, qoppa este sursa Q-ului latin și a koppa-ului chirilic.

## Utilizare alfabetică
În limba feniciană, qoph reprezenta /q/; dar în greacă reprezenta /k/ atunci când se afla înainte de vocalele posterioare Ο, Υ și Ω. Având valoarea acestui sunet, qoppa a fost împrumutată în vechea scriere italică iar apoi adăugată în alfabetul latin.